# Paradoxurus
Paradoxurus is een geslacht van zoogdieren uit de  familie van de Viverridae (Civetkatachtigen). Verschillende soorten uit dit geslacht worden gebruikt voor de productie van kopi loewak.

## Soorten
Er worden 5 soorten in dit geslacht geplaatst:
- Paradoxurus hermaphroditus (Pallas, 1777) – Noordelijke palmroller
- Paradoxurus jerdoni Blanford, 1885 – Zuid-Indiase palmroller
- Paradoxurus musanga (Raffles, 1821) – Zuidelijke palmroller
- Paradoxurus philippinensis Jourdan, 1837 – Filipijnse palmroller
- Paradoxurus zeylonensis Schreber, 1778 – Sri Lanka-palmroller